# Damníkov
Damníkov település Csehországban, az Ústí nad Orlicí-i járásban. Damníkov Rybník, Rudoltice, Trpík, Třebovice, Luková és Anenská Studánka településekkel határos. Lakosainak száma 690 fő (2024. január 1.).

## Népesség
A település lakosságának változását az alábbi diagram mutatja:
| Lakosok száma | 1293 | 1344 | 1179 | 632  | 624  | 667  | 693  | 698  | 674  | 690  |
|               | 1869 | 1890 | 1921 | 1950 | 1980 | 2001 | 2017 | 2019 | 2022 | 2024 |